# Heinz Netta
Heinrich Fritz „Heinz“ Netta (* 24. Februar 1928 in Oer-Erkenschwick; † 2. März 2002) war ein deutscher Politiker (SPD). Von 1966 bis 1985 war er Abgeordneter im nordrhein-westfälischen Landtag und von 1963 bis 1987 Bürgermeister der Stadt Oer-Erkenschwick.

## Leben und Beruf
Nach dem Besuch der Volksschule und der Berufsschule schlossen sich der Kriegsdienst und vier Jahre Gefangenschaft an. Danach war Netta Maschinensteiger auf der Zeche Ewald Fortsetzung.
Seit 1949 war er Mitglied der IG Bergbau und Energie. Im Jahr 1952 wurde er Mitglied der SPD und war in zahlreichen Parteigremien aktiv, so war er beispielsweise zwanzig Jahre lang Stadtverbandsvorsitzender.
Heinz Netta war verheiratet und hatte zwei Kinder.

## Landtagsabgeordneter
Vom 24. Juli 1966 bis zum 29. Mai 1985 war Netta Mitglied des Landtags des Landes Nordrhein-Westfalen. Er wurde jeweils in den Wahlkreisen 093 Recklinghausen-Land I bzw. 083 Recklinghausen III direkt gewählt.
Dem Rat der Stadt Oer-Erkenschwick gehörte er ab 1956 an, in den Jahren 1963 bis 1987 war er dort Bürgermeister.

## Würdigungen
In Oer-Erkenschwick wurde die Heinz-Netta-Straße nach ihm benannt.